# Гаулига
Гаулига (на немски: Gauliga) е първенството по футбол на Германия в периода 1933 – 1945 г. Лигата е създадена, след като през 1933 г. нацистите вземат властта в страната. Името произлиза от гау, както са се наричали областите, населявани от древните германски племена.

## История
Гаулигата е сформирана на мястото на Бецирклигата (първенството във Ваймарската република). Установени са 16 регионални дивизии в страната с аматьорски статут. Победителите от всяка регионална група участват във финалите на шампионата, където първеценът се определя с директни елиминации.
Тази реформа е приета с разочарование от немската футболна общественост и особено от треньорите Ото Нерц и Сеп Хербергер, чиято идея за професионална Райсхлига набира последователи в началото на 30-те години. Райсхлигата обаче не се осъществява, тъй като професионалният спорт е в разрез с нацистката идология.
През 1935 г., с присъединяването на Саарланд, се увеличава броят на Гаулигите. Впоследствие с присъединяването на нови територии към Райха се формират и нови Гаулиги.
С началото на Втората световна война се затруднява провеждането на футболните първенства, тъй като множество от играчите са изпратени на фронта. Някои Гаулиги се разделят на субгрупи, за да спестят дългите пътувания по време на войната. Много клубове се обединяват или формират временни военни асоциации, за да съберат футболисти за оптимален състав.
През 1944 г. първенството е прекратено, след нахлуването на Съюзниците на немска територия. Така сезон 1944/45 остава незавършен.
Най-успешният тим в Гаулигата е Шалке 04 с 6 титли.

## Регламент
Шампионът на страната се определя чрез плейофи в края на сезона. Финалната среща се играе в столицата Берлин с изключение на 1933 и 1935 г., когато първенецът се определя в Кьолн. От 1934 до 1938 г. 16-те шампиона на Гаулигата играят в 4 групи по 4 отбора, победителите от които се класират за полуфиналите. Между 1939 и 1941 г. броят на лигите и класиралите се тимове постепенно се увеличава и групите също са повече. От 1942 г. плейофите се състоят в директни елиминации.

## Влияние на нацистите
С идването на НСДАП на власт, всички спортове минават под контрола на спортния министър Ханс вон Чамер, на когото в този период е кръстен турнирът за Купата на Германия. Подкрепяни са работническите клубове, докато еврейските са отстранени от националното първенство и са принудени да играят отделни турнири. От 1938 г. еврейските спортни клубове са забранени.
Някои тимове, тясно свързани с евреите, като Байерн Мюнхен и Австрия Виена също страдат от „лоша“ репутация по време на нацисткия режим. Отборите с еврейски футболисти преди 1933 г. също не са популярни сред властващата партия. Въпреки това, някои известни играчи на Шалке 04 като етническите поляци Фриц Сзепан и Ернст Кузора са немски национали и играят за националния тим на Райха.
Немските футболни легенди от еврейски произход обаче не са толерирани. Бившият национал Юлиус Хирш стажа жертва на холокоста и умира в Аушвиц.

## Финали
| Година | Шампион     | Финалист          | Резултат                    | Дата                   | Стадион | Зрители |
| ------ | ----------- | ----------------- | --------------------------- | ---------------------- | ------- | ------- |
| 1944   | СК Дрезден  | ЛСВ Хамбург       | 4 – 0                       | 18 юни 1944            | Берлин  | 70 000  |
| 1943   | СК Дрезден  | Саарбрюкен        | 3 – 0                       | 27 юни 1943            | Берлин  | 80 000  |
| 1942   | Шалке 04    | Фърст Виена       | 2 – 0                       | 5 юни 1942             | Берлин  | 90 000  |
| 1941   | Рапид Виена | Шалке 04          | 4 – 3                       | 22 юни 1941            | Берлин  | 95 000  |
| 1940   | Шалке 04    | СК Дрезден        | 1 – 0                       | 21 юли 1940            | Берлин  | 95 000  |
| 1939   | Шалке 04    | Адмира Виена      | 9 – 0                       | 18 юни 1939            | Берлин  | 100 000 |
| 1938   | Хановер 96  | Шалке 04          | 3 – 3 сл. пр. 4 – 3 сл. пр. | 26 юни 1938 3 юли 1938 | Берлин  | 100 000 |
| 1937   | Шалке 04    | Нюрнберг          | 2 – 0                       | 20 юни 1937            | Берлин  | 100 000 |
| 1936   | Нюрнберг    | Фортуна Дюселдорф | 2 – 1 сл. пр.               | 21 юни 1936            | Берлин  | 45 000  |
| 1935   | Шалке 04    | Щутгарт           | 6 – 4                       | 23 юни 1935            | Кьолн   | 74 000  |
| 1934   | Шалке 04    | 1. ФК Нюрнберг    | 2 – 1                       | 24 юни 1934            | Берлин  | 45 000  |